# PONY CANYON STYLE MARUNABI！？
PONY CANYON STYLE MARUNABI！？（2005年1月18日前是PONY CANYON STYLE MARUNABI？）是株式會社文化放送於2004年9月28日至2007年9月25日所播放的廣播節目，全157回。把波麗佳音所制作的關連動畫完整地（まるごと）傳送（ナビゲーション）出去。主持節目的是聲優能登麻美子和川澄綾子（在「MARUNABI？」時則是能登單獨一人）。在2004年10月至2006年3月，本有BSQR489播放附靜態映像的版本，但現在BSQR489已成歷史。

## 播放時間
- 文化放送：星期二25:00～25:30
- 超!A&G+（DRP東京9302ch）：星期五17:00～17:30、星期六7:00～7:30（2007年9月）
- UNIQue the RADIO（DRP東京9301ch）：星期五17:00～17:30、星期一10:00～10:30（2007年4月－2007年8月）
- BSQR489：星期五（2004年10月－2006年3月）

## 簡介
- 2004年9月28日至2005年1月11日是能登單獨一人主持，當時節目名稱是（全16回）。而在第一次公開錄音（MARUNABI？最終回）發表節目完結後立刻發表川澄綾子在下一週（2005年1月18日）加入。並在節目名稱上加了個「！」。
  - 而實際上，最初本是計劃一開始就是兩人主持節目的，但為了方便川澄而變成了這樣。
  - 川澄加入後，節目的氣氛明顯產生變化，對比「MARUNABI？」，「MARUNABI！？」變得熱鬧起來。
- 節目片頭曲「Scoop!」和片尾曲「7days after」，在2006年12月20日發售CD前，一直也只在日本的手提電話的網絡發放。
- 另外，兩人在節目中不時會說一詞，節目中是解作「快樂」的意思[1]。

## 節目內容
由MARUNABI？到MARUNABI！？，就算各環節內容也有改動，但性質上也是差不多：
1. 播放著片頭曲「Scoop!」（MARUNABI！？時），一邊閒談。
2. 發表能登或川澄的作品的環節（心之詩／HOT TUNE）。
3. 閱讀聽眾來信，當沒有嘉賓的話會多讀一兩封。
4. 能登或川澄與嘉賓閒談（自遊時間）。
5. 播放歌曲。
多是播放當時波麗佳音所贊助的動畫的關連歌曲，但有時也會播放「Scoop!」（第40回）或「7days after」（第41回）（多是沒有嘉賓的時候）。而能登曾在第14和15回自選歌曲（無限開關的和松任谷由實的）。
6. 挑戰系環節（沒有做不到的事／MARUNABI Quest！）
7. 新聞系環節（News Flash/News Session/News Station）
8. 播放著片尾曲「7days after」（MARUNABI！？時），一邊總結及反省。

### PONY CANYON STYLE MARUNABI？
MARUNABI？ 心之詩
能登把生活中所遇到感覺到的事情寫成詩歌並朗讀出來的環節。
麻美子的自遊時間
在第4回開始（2004年10月19日），這環節只在有嘉賓時出現。基本上是圍繞一個主題與嘉賓閒談，而且通常不會在錄音室中進行，而在PONY CANYON公司的大堂、屋頂、附近的公園、神社等地錄音。
沒有做不到的事！
挑戰聽眾們「試過去做但做不到的事」的環節。失敗的話「小麻美」人偶的衣服就要被脫去一件。
MARUNABI News Flash
配合拍節機介紹PONY CANYON的消息。

### PONY CANYON STYLE MARUNABI！？
MARUNABI！？ 心之詩
和「MARUNABI？ 心之詩」沒分別，但變成和「MARUNABI？ HOT TUNE」隔週播放。
MARUNABI！？ HOT TUNE
川澄把聽眾來信的主題作曲並唱出來的環節。
綾子的自遊時間 / 麻美子的自遊時間
內容和「MARUNABI？」的「麻美子的自遊時間」沒分別，但錄音多回到錄音室進行。「綾子的自遊時間」是川澄綾子和嘉賓閒談，反則是能登，「心之詩」的播放週是「綾子的自遊時間」，「HOT TUNE」的播放週是「麻美子的自遊時間」。
通常嘉賓會連續出現兩回，以先川澄後能登的次序負責此環節，但在第139回（2007年5月22日）因能登喉嚨狀態不好而由川澄連續負責兩回。
綾子和麻美子的自遊時間
僅在有兩位嘉賓的公開錄音出現。
沒有做不到的事！DUO
除了之前的「小麻美」人偶，多了「小綾」人偶。此環節在2005年9月18日於東京電玩展（幕張展覽館）舉行的公開錄音（2005年9月27日播放，第53回）結束。
沒有做不到的事Trio！
僅在有兩位嘉賓的公開錄音出現，川澄、能登和其中一位嘉賓一起挑戰。
MARUNABI Quest！
代替「沒有做不到的事！DUO」的新環節，副題是麻美子的冒險。模仿著名RPG遊戲勇者鬥惡龍，住在的勇者麻美子（能登）為了成為優秀的勇者而挑戰魔王綾子（川澄）的試鍊。試鍊成功的話會得到武器、防具或道具等，失敗的話就會受到居民（勇者、老人、漂亮的姊姊，有時是魔王）的懲罰。
2007年3月24日於東京國際動畫博覽會2007内舉行的公開錄音（2007年3月27日深夜播放）完結第一部「魔王的訓練場）。
MARUNABI Quest！2～勇者麻美子的傳說
MARUNABI Quest！續編。
勇者麻美子被魔王綾子放走後踏上冒險旅途，拯救有困難的人。最初只有麻美子一人，如挑戰成功即會增加同伴。現在的同伴是賢者綾子（即川澄）。
挑戰失敗也不會立刻受罰，但其中一位同伴（抽卡決定）會減少HP（即健康值，勇者麻美子的初期數值是100。減少的數值也是由抽卡決定），HP0以下的話，會發生大災難，當時才會受罰。
MARUNABI News Session！
代替「MARUNABI？」時的「MARUNABI News Flash」。一人操作，一人介紹PONY CANYON的消息。此環節於2005年11月15日（第60回）結束。
MARUNABI News Station
代替「MARUNABI News Session！」的新環節。以「沒有做不到的事！DUO」時的「小麻美」、「小綾」人偶介紹PONY CANYON的消息。環節的標題是參考朝日電視台的新聞節目「News Station」。

## 主題曲
開頭歌曲「Scoop!」
作詞：大森祥子，作、編曲：SONIC DOVE，歌：能登麻美子、川澄綾子
結尾歌曲「7 days after」
作詞：大森祥子，作、編曲：SONIC DOVE，歌：能登麻美子、川澄綾子

## 嘉賓、每回資料
| #   | 日期                                  | 嘉賓              | 嘉賓名義、備註                                                                                   |
| --- | ------------------------------------- | ----------------- | ------------------------------------------------------------------------------------------------ |
| 4   | 2004年10月19日                        |                   | 《微笑的閃士》 - 片頭曲、片尾曲歌手                                                              |
| 5   | 2004年10月26日                        |                   | 《微笑的閃士》 - 片頭曲、片尾曲歌手                                                              |
| 6   | 2004年11月2日                         | 川上倫子          | 《AIR》 - 神尾観鈴                                                                               |
| 7   | 2004年11月9日                         | 川上倫子          | 《AIR》 - 神尾観鈴                                                                               |
| 8   | 2004年11月16日                        | 澤城美雪          | 《薔薇少女》 - 真紅                                                                              |
| 9   | 2004年11月23日                        | 澤城美雪          | 《薔薇少女》 - 真紅                                                                              |
| 10  | 2004年11月30日                        |                   | 《真珠美人魚》 - 七海露芝亞                                                                      |
| 11  | 2004年12月7日                         |                   | 《真珠美人魚》 - 七海露芝亞                                                                      |
| 12  | 2004年12月14日                        | 野川櫻            | 與「」合作 （MARUNABI？錄音一完結能登立刻去野川的節目錄音）                                      |
| 13  | 2004年12月21日                        | 松本彩乃          | 《流星戰隊Musumet》 - 三色紅                                                                     |
| 14  | 2004年12月28日                        | 無                | —                                                                                                |
| 15  | 2005年1月4日                          | 無                | —                                                                                                |
| 16  | 2005年1月11日 （公開錄音）            | 川澄綾子          | 加入MARUNABI！？                                                                                 |
| 17  | 2005年1月18日 （公開錄音）            | 無                | MARUNABI！？第一回                                                                               |
| 18  | 2005年1月25日                         | 佐藤裕美          | 《微笑的閃士》 - 佐藤版本片頭曲                                                                  |
| 19  | 2005年2月1日                          | 佐藤裕美          | 《微笑的閃士》 - 佐藤版本片頭曲                                                                  |
| 20  | 2005年2月8日                          | 齋藤千和          | 《沙漠神行者》 - 小砂                                                                            |
| 21  | 2005年2月15日                         | 齋藤千和          | 《沙漠神行者》 - 小砂                                                                            |
| 22  | 2005年2月22日                         | 前田愛            | 《奇諾之旅 ―life goes on.―》 - 奇諾                                                              |
| 23  | 2005年3月1日                          | 前田愛            | 《奇諾之旅 ―life goes on.―》 - 奇諾                                                              |
| 24  | 2005年3月8日                          | 高橋美佳子        | 《微笑的閃士》 - 天道流朱菜                                                                      |
| 25  | 2005年3月15日                         | 高橋美佳子        | 《微笑的閃士》 - 天道流朱菜                                                                      |
| 26  | 2005年3月22日                         | 冬馬由美          | 《英國戀物語艾瑪》 - 艾瑪                                                                        |
| 27  | 2005年3月29日                         | 冬馬由美          | 《英國戀物語艾瑪》 - 艾瑪                                                                        |
| 28  | 2005年4月5日                          | 千葉紗子          | 《蜜桃女孩》 - 安達桃                                                                            |
| 29  | 2005年4月12日                         | 千葉紗子          | 《蜜桃女孩》 - 安達桃                                                                            |
| 30  | 2005年4月19日                         | 齋賀觀月          | 《植木的法則》 -                                                                                 |
| 31  | 2005年4月26日                         | 齋賀觀月          | 《植木的法則》 -                                                                                 |
| 32  | 2005年5月3日                          | 嘉數由美          | 《GROW LANSER IV》 -                                                                             |
| 33  | 2005年5月10日                         | 園崎未惠          | 《GROW LANSER IV》 -                                                                             |
| 34  | 2005年5月17日                         | 金田朋子          | 《GROW LANSER IV》 -                                                                             |
| 35  | 2005年5月24日                         | 金田朋子          | 《GROW LANSER IV》 -                                                                             |
| 36  | 2005年5月31日                         | 中原麻衣          | 《》 - 結城郁                                                                                    |
| 37  | 2005年6月7日                          | 中原麻衣          | 《》 - 結城郁                                                                                    |
| 38  | 2005年6月14日                         | 井上喜久子        | 《AIR》 - 裏葉                                                                                   |
| 39  | 2005年6月21日                         | 井上喜久子        | 《AIR》 - 裏葉                                                                                   |
| 40  | 2005年6月28日                         | 無                | —                                                                                                |
| 41  | 2005年7月5日                          | 無                | —                                                                                                |
| 42  | 2005年7月12日                         |                   | 《》 - 夢野歌                                                                                    |
| 43  | 2005年7月19日                         |                   | 《》 - 夢野歌                                                                                    |
| 44  | 2005年7月26日 （公開錄音）            | 小林沙苗          | 《英國戀物語艾瑪》 - 、 《驚爆危機 The Second Raid》 - 片頭曲、片尾曲歌手                        |
| 45  | 2005年8月2日 （公開錄音）             | 小林沙苗          | 《英國戀物語艾瑪》 - 、 《驚爆危機 The Second Raid》 - 片頭曲、片尾曲歌手                        |
| 46  | 2005年8月9日                          | 森功至            | 《植木的法則》 - 小林先生 （MARUNABI！？第一位男性聲優嘉賓）                                     |
| 47  | 2005年8月16日                         | 森功至            | 《植木的法則》 - 小林先生 （MARUNABI！？第一位男性聲優嘉賓）                                     |
| 48  | 2005年8月23日                         | 無                | —                                                                                                |
| 49  | 2005年8月30日                         | 無                | —                                                                                                |
| 50  | 2005年9月6日                          | 川瀬晶子          | 《》 -                                                                                           |
| 51  | 2005年9月13日                         | 川瀬晶子          | 《》 -                                                                                           |
| 52  | 2005年9月20日                         | 無                | —                                                                                                |
| 53  | 2005年9月27日 （一週年紀念公開錄音）  | 真田麻美 澤城美雪 | 《薔薇少女》 - 、真紅                                                                            |
| 54  | 2005年10月4日                         | 井端珠里          | 《Sugar Sugar Rune》 -                                                                           |
| 55  | 2005年10月11日                        | 井端珠里          | 《Sugar Sugar Rune》 -                                                                           |
| 56  | 2005年10月18日                        |                   | 《魔法少年賈修》 - 片尾曲歌手                                                                    |
| 57  | 2005年10月25日                        |                   | 《魔法少年賈修》 - 片尾曲歌手                                                                    |
| 58  | 2005年11月1日                         | 無                | —                                                                                                |
| 59  | 2005年11月8日                         | 酒井香奈子        | 《REC》 - 恩田赤                                                                                 |
| 60  | 2005年11月15日                        | 酒井香奈子        | 《REC》 - 恩田赤                                                                                 |
| 61  | 2005年11月22日                        | 大谷育江          | 《魔法少年賈修》 -                                                                               |
| 62  | 2005年11月29日                        | 大谷育江          | 《魔法少年賈修》 -                                                                               |
| 63  | 2005年12月6日                         | 無                | —                                                                                                |
| 64  | 2005年12月13日                        | 無                | —                                                                                                |
| 65  | 2005年12月20日                        | 桑谷夏子          | 《薔薇少女》 - 翠星石                                                                            |
| 66  | 2005年12月27日                        | 桑谷夏子          | 《薔薇少女》 - 翠星石                                                                            |
| 67  | 2006年1月3日                          | 無                | —                                                                                                |
| 68  | 2006年1月10日                         | 無                | —                                                                                                |
| 69  | 2006年1月17日                         | 澤城美雪          | 《薔薇少女》 - 真紅                                                                              |
| 70  | 2006年1月24日                         | 澤城美雪          | 《薔薇少女》 - 真紅                                                                              |
| 71  | 2006年1月31日                         |                   | 《Sugar Sugar Rune》 -                                                                           |
| 72  | 2006年2月7日                          |                   | 《Sugar Sugar Rune》 -                                                                           |
| 73  | 2006年2月14日                         | 高木礼子          | 《Bowwow Celebrity-Poodle Let's Go! Tetsunoshin》 - 徹之進                                       |
| 74  | 2006年2月21日                         | 高木礼子          | 《Bowwow Celebrity-Poodle Let's Go! Tetsunoshin》 - 徹之進                                       |
| 75  | 2006年2月28日                         | 川上倫子          | 《植木的法則》 - 森愛                                                                            |
| 76  | 2006年3月7日                          | 川上倫子          | 《植木的法則》 - 森愛                                                                            |
| 77  | 2006年3月14日                         | 無                | —                                                                                                |
| 78  | 2006年3月21日                         | 無                | —                                                                                                |
| 79  | 2006年3月28日 （公開錄音）            | 福山潤 柿原徹也   | 《變身公主》 - 河野亨、 豊実琴 （MARUNABI！？第二、三位男性聲優嘉賓）                            |
| 80  | 2006年4月4日 （公開錄音）             | 福山潤 柿原徹也   | 《變身公主》 - 河野亨、 豊実琴 （MARUNABI！？第二、三位男性聲優嘉賓）                            |
| 81  | 2006年4月11日                         | 真堂圭            | 《夢使者》 - 三島燐子                                                                            |
| 82  | 2006年4月18日                         | 真堂圭            | 《夢使者》 - 三島燐子                                                                            |
| 83  | 2006年4月25日                         | 無                | —                                                                                                |
| 84  | 2006年5月2日                          | 無                | —                                                                                                |
| 85  | 2006年5月9日                          | 久川綾            | 《夢使者》 - 三島美砂子                                                                          |
| 86  | 2006年5月16日                         | 久川綾            | 《夢使者》 - 三島美砂子                                                                          |
| 87  | 2006年5月23日                         | 酒井香奈子        | 《REC》 - 恩田赤                                                                                 |
| 88  | 2006年5月30日                         | 酒井香奈子        | 《REC》 - 恩田赤                                                                                 |
| 89  | 2006年6月6日                          | 無                | —                                                                                                |
| 90  | 2006年6月13日                         | 無                | —                                                                                                |
| 91  | 2006年6月20日                         | 無                | —                                                                                                |
| 92  | 2006年6月27日                         | 無                | —                                                                                                |
| 93  | 2006年7月4日                          | 佐佐木望          | 《我們的存在》 - 高橋七美                                                                        |
| 94  | 2006年7月11日                         | 佐佐木望          | 《我們的存在》 - 高橋七美                                                                        |
| 95  | 2006年7月18日                         | 無                | —                                                                                                |
| 96  | 2006年7月25日                         | 無                | —                                                                                                |
| 97  | 2006年8月1日                          | 永田亮子          | 《BLACK BLOOD BROTHERS》 -                                                                       |
| 98  | 2006年8月8日                          | 永田亮子          | 《BLACK BLOOD BROTHERS》 -                                                                       |
| 99  | 2006年8月15日                         | 無                | —                                                                                                |
| 100 | 2006年8月22日 （第100回紀念公開錄音） | 無                | 發表「Scoop！」「7days after」CD化                                                               |
| 101 | 2006年8月29日                         | 又吉愛            | 《GROW LANSER V》 -                                                                              |
| 102 | 2006年9月5日                          | 落合祐里香        | 《GROW LANSER V》 -                                                                              |
| 103 | 2006年9月12日                         | 森久保祥太郎      | 《完美小姐進化論》 - 高野恭平 （MARUNABI！？第四位男性聲優嘉賓） 第104回擔任HOT TUNE環節的結他手 |
| 104 | 2006年9月19日                         | 森久保祥太郎      | 《完美小姐進化論》 - 高野恭平 （MARUNABI！？第四位男性聲優嘉賓） 第104回擔任HOT TUNE環節的結他手 |
| 105 | 2006年9月26日                         | 水島大宙          | 《》 - 佐佐倉溜 （MARUNABI！？第五位男性聲優嘉賓）                                               |
| 106 | 2006年10月3日                         | 水島大宙          | 《》 - 佐佐倉溜 （MARUNABI！？第五位男性聲優嘉賓）                                               |
| 107 | 2006年10月10日                        | 高口幸子          | 《完美小姐進化論》 -                                                                             |
| 108 | 2006年10月17日                        | 高口幸子          | 《完美小姐進化論》 -                                                                             |
| 109 | 2006年10月24日                        | 無                | —                                                                                                |
| 110 | 2006年10月31日                        | 無                | —                                                                                                |
| 111 | 2006年11月7日                         | 中山惠里奈        | 《我們的存在》 - 山本有里                                                                        |
| 112 | 2006年11月14日                        | 中山惠里奈        | 《我們的存在》 - 山本有里                                                                        |
| 113 | 2006年11月21日                        | 國府田麻理子      | 《Kanon》 - 水瀬名雪                                                                             |
| 114 | 2006年11月28日                        | 國府田麻理子      | 《Kanon》 - 水瀬名雪                                                                             |
| 115 | 2006年12月5日                         | 真田麻美          | 《冬季花園》 - Di Gi Charat（數碼子）                                                            |
| 116 | 2006年12月12日                        | 真田麻美          | 《冬季花園》 - Di Gi Charat（數碼子）                                                            |
| 117 | 2006年12月19日                        | 無                | —                                                                                                |
| 118 | 2006年12月26日                        | 無                | —                                                                                                |
| 119 | 2007年1月2日                          | 高垣彩陽          | 《Venus Versus Virus》 -                                                                         |
| 120 | 2007年1月9日                          | 高垣彩陽          | 《Venus Versus Virus》 -                                                                         |
| 121 | 2007年1月16日                         | NEEKO             | 《家庭教師HITMAN REBORN!》 -                                                                     |
| 122 | 2007年1月23日                         | NEEKO             | 《家庭教師HITMAN REBORN!》 -                                                                     |
| 123 | 2007年1月30日                         | 竹内順子          | 《》 -                                                                                           |
| 124 | 2007年2月6日 這天也是能登的生日       | 竹内順子          | 《》 -                                                                                           |
| 125 | 2007年2月13日                         | 井上麻里奈        | 《月面兔兵器米娜》 - 佃美奈／月城米娜、片尾曲歌手                                                |
| 126 | 2007年2月20日                         | 井上麻里奈        | 《月面兔兵器米娜》 - 佃美奈／月城米娜、片尾曲歌手                                                |
| 127 | 2007年2月27日                         | 無                | —                                                                                                |
| 128 | 2007年3月6日                          | 佐藤朱            | 《Kanon》 - 美坂栞                                                                               |
| 129 | 2007年3月13日                         | 佐藤朱            | 《Kanon》 - 美坂栞                                                                               |
| 130 | 2007年3月20日                         | 無                | —                                                                                                |
| 131 | 2007年3月27日 （公開錄音）            | 中原麻衣          | 《CLANNAD》 - 古河渚                                                                             |
| 132 | 2007年4月3日                          |                   | 《奇諾之旅》第二回劇場版片尾曲歌手                                                               |
| 133 | 2007年4月10日                         |                   | 《奇諾之旅》第二回劇場版片尾曲歌手                                                               |
| 134 | 2007年4月17日                         | 植田佳奈          | 《鋼鐵神Jeeg》 - 珠城翼（）                                                                      |
| 135 | 2007年4月24日                         | 植田佳奈          | 《鋼鐵神Jeeg》 - 珠城翼（）                                                                      |
| 136 | 2007年5月1日                          | 戶松遙            | 《神曲奏界》 -                                                                                   |
| 137 | 2007年5月8日                          | 戶松遙            | 《神曲奏界》 -                                                                                   |
| 138 | 2007年5月15日                         | 梶裕貴            | 《鐵馬少年》 - （MARUNABI！？第六位男性聲優嘉賓）                                                |
| 139 | 2007年5月22日                         | 梶裕貴            | 《鐵馬少年》 - （MARUNABI！？第六位男性聲優嘉賓）                                                |
| 140 | 2007年5月29日                         | 下屋則子          | 《花鈴的魔法戒》 - 九條 姫香                                                                     |
| 141 | 2007年6月5日                          | 下屋則子          | 《花鈴的魔法戒》 - 九條 姫香                                                                     |
| 142 | 2007年6月12日                         | 佐藤利奈          | 《神曲奏界》 -                                                                                   |
| 143 | 2007年6月19日                         | 佐藤利奈          | 《神曲奏界》 -                                                                                   |
| 144 | 2007年6月26日                         | 名塚佳織          | 《鐵馬少年》 - 深澤雪（）                                                                        |
| 145 | 2007年7月3日                          | 名塚佳織          | 《鐵馬少年》 - 深澤雪（）                                                                        |
| 146 | 2007年7月10日                         | 淺沼晉太郎        | 《花鈴的魔法戒》 - 烏丸霧夫 （MARUNABI！？第七位男性聲優嘉賓）                                   |
| 147 | 2007年7月17日                         | 淺沼晉太郎        | 《花鈴的魔法戒》 - 烏丸霧夫 （MARUNABI！？第七位男性聲優嘉賓）                                   |
| 148 | 2007年7月24日                         | 保村真            | 《鐵馬少年》 - 深澤遙輔 （MARUNABI！？第八位男性聲優嘉賓）                                       |
| 149 | 2007年7月31日                         | 保村真            | 《鐵馬少年》 - 深澤遙輔 （MARUNABI！？第八位男性聲優嘉賓）                                       |
| 150 | 2007年8月7日                          | 無                | —                                                                                                |
| 151 | 2007年8月14日                         | 無                | —                                                                                                |
| 152 | 2007年8月21日                         | 福山潤            | 《神靈狩/GHOST HOUND》 - 中嶋匡幸 （MARUNABI！？第九位男性聲優嘉賓）                             |
| 153 | 2007年8月28日                         | 福山潤            | 《神靈狩/GHOST HOUND》 - 中嶋匡幸 （MARUNABI！？第九位男性聲優嘉賓）                             |
| 154 | 2007年9月4日                          | 水野理紗          | 《》 - 二階堂沙織                                                                                |
| 155 | 2007年9月11日                         | 水野理紗          | 《》 - 二階堂沙織                                                                                |
| 156 | 2007年9月18日                         | 無                | —                                                                                                |
| 157 | 2007年9月25日 （最終回紀念公開錄音）  | 無                | 文化放送播放的版本為30分鐘， 一小時的完全版本10月6日18:00～19:00於超!A&G+播放。                  |

## 關聯項目
- 波麗佳音
- 株式會社文化放送
- 能登麻美子
- 川澄綾子

## 外部連結
- （日語）http://www.joqr.co.jp/ag/maru/（页面存档备份，存于）
- （日語）http://www.joqr.co.jp/ag/maru/quest/（页面存档备份，存于）